# Miláček žen a vetešníků
Miláček žen a vetešníků je vzpomínkové album z roku 2015 s písněmi autorské dvojice Hapka & Horáček. Písně na albu nazpívalo několik českých interpretů.
Album bylo nahráno na dvou koncertech Petr Hapka žije! 26. října v Nohavicově nově otevřeném klubu Heligonka v Ostravě; tyto koncerty byly rovněž generální zkouškou před uvedením v pražské O2 Areně 25. listopadu.

## Seznam skladeb
Autory skladeb na albu jsou Petr Hapka (hudba) a Michal Horáček (text); kromě #16 Svatební píseň	(text Jaroslav Seifert) a #22 Miláček žen a vetešníků (hudba Jaromír Nohavica).
| Pořadí         | Název                                 | Délka |
| -------------- | ------------------------------------- | ----- |
| 1.             | Příběh setkání v Heligonce            | 00:54 |
| 2.             | Kocour se schoulil na tvůj klín       | 03:25 |
| 3.             | Denim blue                            | 05:49 |
| 4.             | Žít a nechat žít                      | 04:30 |
| 5.             | Na hotelu v Olomouci                  | 04:14 |
| 6.             | S poduškou Řípu pod hlavou            | 04:14 |
| 7.             | Příběh písně Rozeznávám               | 01:32 |
| 8.             | Rozeznávám                            | 04:28 |
| 9.             | Kdo by se díval nazpátek?             | 02:48 |
| 10.            | Levandulová                           | 03:58 |
| 11.            | Havrani na sněhu                      | 04:12 |
| 12.            | Všechno nejlepší                      | 03:41 |
| 13.            | Otevřete okno, aby duše mohla ven     | 03:40 |
| 14.            | Štěstí je krásná věc                  | 04:49 |
| 15.            | Šaškové počmáraní                     | 03:10 |
| 16.            | Svatební píseň                        | 03:40 |
| 17.            | Kurt Vonnegut                         | 04:22 |
| 18.            | Příběh písně Když tudy vezli Gagarina | 01:11 |
| 19.            | Když tudy vezli Gagarina              | 03:08 |
| 20.            | Bude mi lehká zem                     | 04:13 |
| 21.            | Příběh písně Miláček žen a vetešníků  | 01:06 |
| 22.            | Miláček žen a vetešníků               | 03:16 |
| Celková délka: | Celková délka:                        | 76:20 |

## Hudební aranžmá
1. Příběh setkání v Heligonce (mluvené slovo Horáček)
2. Kocour se schoulil na tvůj klín (zpěv Nohavica)
3. Denim blue (zpěv Langerová)
4. Žít a nechat žít (zpěv Segrado)
5. Na hotelu v Olomouci (zpěv Tobias)
6. S poduškou Řípu pod hlavou (zpěv Nová)
7. Příběh písně Rozeznávám (mluvené slovo Horáček)
8. Rozeznávám (zpěv Segrado)
9. Kdo by se díval nazpátek? (zpěv Tobias)
10. Levandulová (zpěv Nohavica, Ruml, Nová, Langerová, Tobias, Segrado)
11. Havrani na sněhu (zpěv Ruml)
12. Všechno nejlepší (zpěv Nová)
13. Otevřete okno, aby duše mohla ven (zpěv Nohavica)
14. Štěstí je krásná věc (zpěv Segrado)
15. Šaškové počmáraní (zpěv Ruml)
16. Svatební píseň (zpěv Langerová)
17. Kurt Vonnegut (zpěv Ruml)
18. Příběh písně Když tudy vezli Gagarina (mluvené slovo Horáček)
19. Když tudy vezli Gagarina (zpěv Segrado)
20. Bude mi lehká zem (zpěv Nohavica, Nová)
21. Příběh písně Miláček žen a vetešníků (mluvené slovo Horáček, Nohavica)
22. Miláček žen a vetešníků (zpěv Nohavica)